# Sauris nigripalpata
Sauris nigripalpata är en fjärilsart som beskrevs av Walker 1862. Sauris nigripalpata ingår i släktet Sauris och familjen mätare. Inga underarter finns listade.